# Ecma International
Ecma International — основанная в 1961 году ассоциация, деятельность которой посвящена стандартизации информационных и коммуникационных технологий. Изначально ассоциация называлась ECMA — European Computer Manufacturers Association, однако она сменила название в 1994 году в связи с глобализацией её деятельности. Вследствие этого название Ecma перестало быть аббревиатурой и больше не пишется заглавными буквами.
Ассоциация преследует три цели:
- Создавать (в сотрудничестве с организациями аналогичной направленности, но локального масштаба) стандарты и технические отчёты в порядке поддержки и стандартизации использования информационных и сетевых систем.
- Поощрять правильное использование стандартов путём влияния на контекст их употребления.
- Публиковать стандарты и технические отчёты в электронном и бумажном виде. Распространение документов должно быть бесплатно и неограниченно.